# Jacob Markström
Jacob Anders Markström (* 31. Januar 1990 in Gävle) ist ein schwedischer Eishockeytorwart, der seit Juni 2024 bei den New Jersey Devils in der National Hockey League unter Vertrag steht. Zuvor verbrachte er sechs Jahre bei den Vancouver Canucks, drei Spielzeiten in der Organisation der Florida Panthers sowie vier Saisons bei den Calgary Flames. Mit der schwedischen Nationalmannschaft gewann er die Goldmedaille bei der Weltmeisterschaft 2013.

## Karriere
Jacob Markström begann seine Karriere 2005 bei IK Sätra, ehe er 2006 zu den U18-Junioren von Brynäs IF wechselte. Gleich in seiner ersten Saison war er in Brynäs Stammtorhüter und belegte mit der Mannschaft nach dem Grunddurchgang in der Nordgruppe der U18-Allsvenskan den zweiten Platz. In den Playoffs schieden sie aber bereits in der ersten Runde aus.
Zur Saison 2007/08 wechselte Markström zu den U20-Junioren von Brynäs in die erstklassige SuperElit. Auch dort durfte er den Großteil der Spiele absolvieren. In der 27 Spiele dauernden Hauptrunde der Nordgruppe führte er alle Torhüter mit einem Gegentorschnitt von 1,8 und einer Fangquote von 93,8 Prozent an und konnte 13 seiner 15 Einsätze gewinnen. Brynäs schloss die Runde auf der Spitzenposition ab. Markström war auch in der Top-8-Runde der SuperElit als Stammtorhüter vorgesehen und bestritt sieben Spiele, doch nur drei Wochen nach seinem 18. Geburtstag wurde er erstmals in die Profimannschaft berufen, die am Tabellenende der ersten schwedischen Liga, der Elitserien, stand.
Am 23. Februar 2008 gab er sein Debüt bei einer 2:4-Niederlage gegen den Frölunda HC und kam noch in weiteren sechs Spielen zum Einsatz, von denen er zwei gewann. Nach dem Ende der regulären Saison lag Brynäs weiterhin auf dem letzten Platz und musste in der Kvalserien gegen den Abstieg in die zweitklassige HockeyAllsvenskan spielen, während Markström in die Juniorenmannschaft zurückgeschickt werden sollte. Da jedoch Stammtorhüter Markus Korhonen kurzfristig für das erste Spiel in der Abstiegsrunde absagen musste, wurde Markström zurückberufen. Er spielte daraufhin neun der zehn Partien in der Kvalserien, hatte die beste Fangquote und den besten Gegentorschnitt aller Torhüter und gewann sechs Spiele, womit Brynäs den Klassenerhalt sicherte.
Kurz nach dem Ende der Kvalserien trat Markström mit der schwedischen Nachwuchsnationalmannschaft bei der U18-Weltmeisterschaft an, wo diese den vierten Platz belegten. Auch in Nordamerika wurde man auf ihn aufmerksam und er lag in der Rangliste der europäischen Torhütertalente für den NHL Entry Draft 2008 auf der Spitzenposition. Die Florida Panthers wählten ihn schließlich in der zweiten Runde an Position 31 aus.

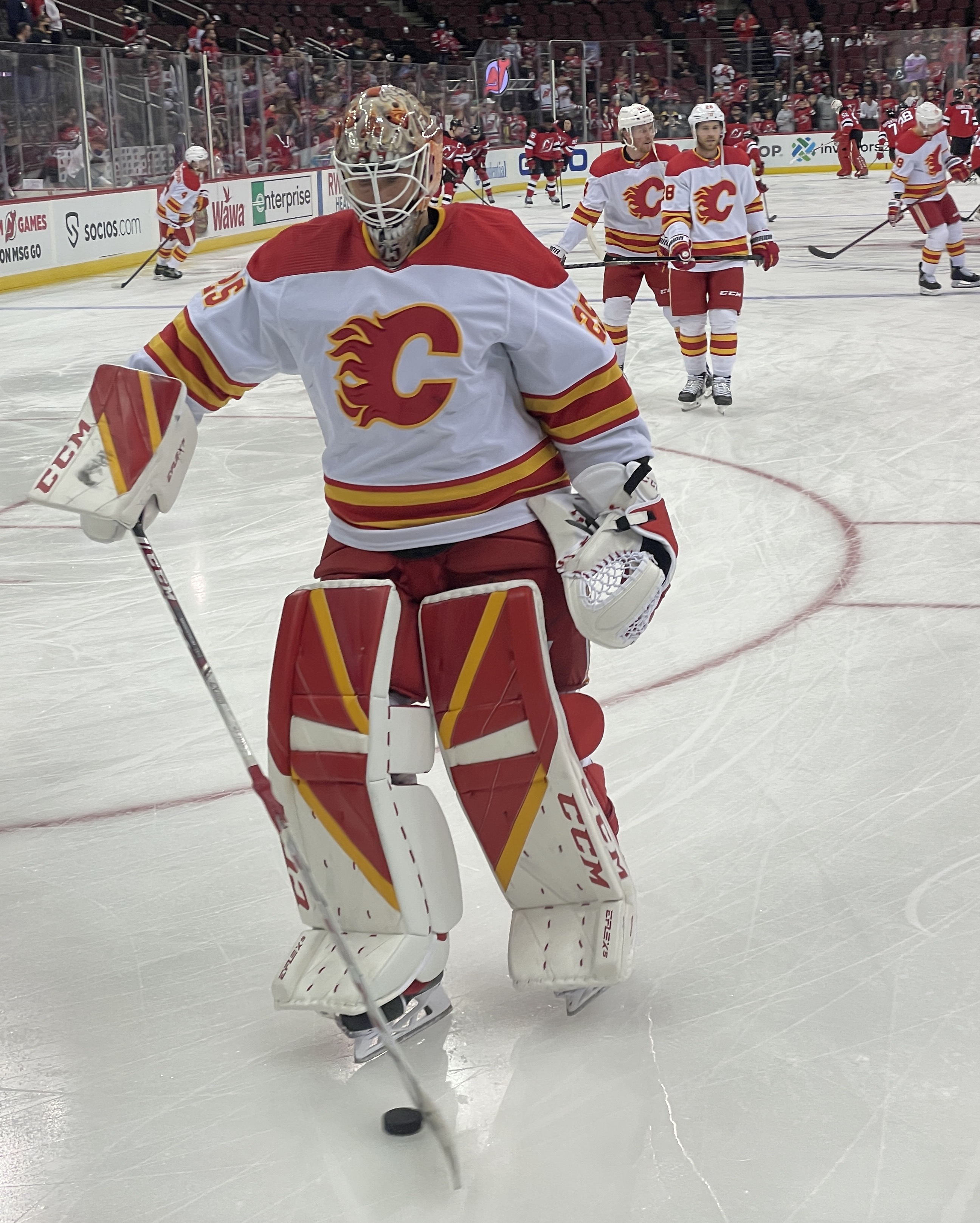
Jacob Markström (2021)

In der Saison 2008/09 war Jacob Markström Stammtorhüter der Profimannschaft von Brynäs IF und konnte sich bereits zu Saisonbeginn unter den besten Torhütern der Elitserien etablieren. In der folgenden Spielzeit konnte er sich noch einmal steigern und erhielt die Honkens trofé als bester Torwart der Elitserien. Zudem wurde er zum Årets nykomling der Liga gewählt. Im Mai 2010 erhielt einen Vertrag über drei Jahre bei den Panthers, die ihn in der Saison 2010/11 in der American Hockey League einsetzen.
Bei der Weltmeisterschaft 2013 in Stockholm und Helsinki war er erneut Teil der Herren-Nationalmannschaft und gewann mit dieser die Goldmedaille.
Nach fast vier Jahren im Franchise der Panthers transferierten ihn diese zusammen mit Shawn Matthias am 4. März 2014, einen Tag vor der Trade Deadline, zu den Vancouver Canucks. Im Gegenzug wechselte Roberto Luongo nach Florida. Während der Vorbereitung auf die Saison 2014/15 konnte sich Markström nicht gegen die Konkurrenz durchsetzen und wurde an das AHL-Farmteam Utica Comets abgegeben. Erst als Stammtorwart Ryan Miller sich im Februar 2015 ein verstauchtes Knie zuzog, wurde Markström erneut in den NHL-Kader berufen.
Im September 2016 vertrat er sein Heimatland beim World Cup of Hockey 2016 und erreichte dabei den dritten Platz mit der Mannschaft. Mit Beginn der Saison 2017/18 stieg Markström zum Stammtorhüter in Vancouver auf. Diese Position konnte er auch in den Saisons 2018/19 und 2019/20 halten. Zudem nahm er für das Team Pacific am NHL All-Star Game 2020 teil und wurde dabei als Nachrücker für Marc-André Fleury nominiert.
Nach sechs Jahren in Vancouver wurde sein auslaufender Vertrag nach der Spielzeit 2019/20 nicht verlängert, sodass er sich im Oktober 2020 als Free Agent den Calgary Flames anschloss. Dort unterzeichnete er einen neuen Sechsjahresvertrag, der ihm ein durchschnittliches Jahresgehalt von sechs Millionen US-Dollar einbringen soll. In der Saison 2021/22 platzierte er sich mit einem Gegentorschnitt von 2,22 und einer Fangquote von 92,2 % unter den besten Torhütern der Liga, während er die gesamte NHL mit neun Shutouts anführte. Demzufolge wurde er gemeinsam mit Igor Schestjorkin und Juuse Saros für die Vezina Trophy nominiert, die den besten Torwart der NHL ehrt und die letztlich Schestjorkin erhielt. Der Schwede allerdings wurde im NHL Second All-Star Team berücksichtigt.
Nach vier Jahren in Calgary wurde Markström im Juni 2024 an die New Jersey Devils abgegeben, wobei die Flames weiterhin etwa ein Drittel seines Gehaltes übernahmen. Im Gegenzug erhielt Calgary Kevin Bahl sowie ein Erstrunden-Wahlrecht im NHL Entry Draft 2025, das jedoch top-10 protected ist, sich also automatisch um ein Jahr nach hinten verschiebt, falls es sich unter den ersten zehn Positionen befindet.

## Erfolge und Auszeichnungen
| - 2010 Honkens trofé - 2010 Årets nykomling - 2015 Teilnahme am AHL All-Star Classic - 2015 AHL All-Star Classic MVP (gemeinsam mit Charles Hudon) | - 2015 AHL Second All-Star Team - 2020 Teilnahme am NHL All-Star Game - 2022 NHL Second All-Star Team |

### International
| - 2009 Silbermedaille bei der U20-Junioren-Weltmeisterschaft - 2009 Bester Torhüter der U20-Junioren-Weltmeisterschaft - 2010 Bronzemedaille bei der U20-Junioren-Weltmeisterschaft - 2010 Bronzemedaille bei der Weltmeisterschaft | - 2013 Goldmedaille bei der Weltmeisterschaft - 2016 Dritter Platz beim World Cup of Hockey - 2025 Bronzemedaille bei der Weltmeisterschaft |

## Karrierestatistik

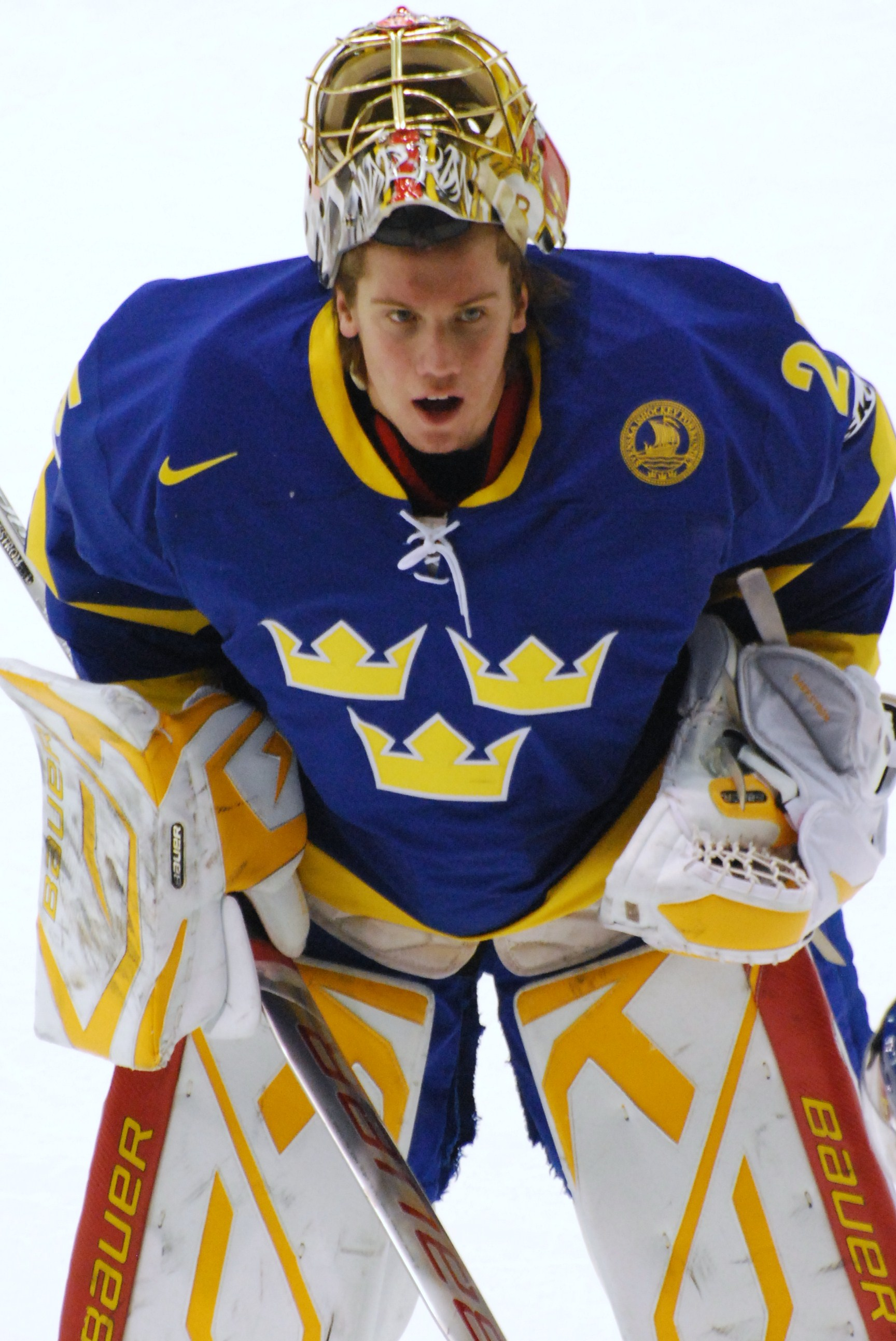
Markström im Trikot der schwedischen Nationalmannschaft (2009)

Stand: Ende der Saison 2024/25

### International
Vertrat Schweden bei:
| - U18-Junioren-Weltmeisterschaft 2008 - U20-Junioren-Weltmeisterschaft 2009 - U20-Junioren-Weltmeisterschaft 2010 - Weltmeisterschaft 2010 - Weltmeisterschaft 2013 | - Weltmeisterschaft 2016 - World Cup of Hockey 2016 - Weltmeisterschaft 2019 - Weltmeisterschaft 2025 |

(Legende zur Torhüterstatistik: GP oder Sp = Spiele insgesamt; W oder S = Siege; L oder N = Niederlagen; T oder U oder OT = Unentschieden oder Overtime- bzw. Shootout-Niederlage; Min. = Minuten; SOG oder SaT = Schüsse aufs Tor; GA oder GT = Gegentore; SO = Shutouts; GAA oder GTS = Gegentorschnitt; Sv% oder SVS% = Fangquote; EN = Empty Net Goal; 1 Play-downs/Relegation; Kursiv: Statistik nicht vollständig)